# Aborcja w Hiszpanii

## Prawo
Do 1985 roku w Hiszpanii obowiązywał całkowity zakaz aborcji. W tym właśnie roku wprowadzono jej niekaralność w trzech przypadkach:
- gdy ciąża zagraża życiu bądź zdrowiu zarówno fizycznemu jak i psychicznemu matki, co stwierdza lekarz-specjalista inny niż przeprowadzający zabieg
- gdy powstała w wyniku gwałtu, który został uprzednio zgłoszony organom ścigania
- gdy płód jest ciężko upośledzony i fakt ten został potwierdzony przez dwóch lekarzy innych niż przeprowadzający zabieg.

Przerwanie ciąży może być dokonane jedynie w szpitalu publicznym lub prywatnym posiadającym specjalną akredytację władz. Ponad 90% aborcji ma miejsce w placówkach prywatnych.
24 lutego 2010 została przyjęta nowa ustawa, która pozwala na przerywanie ciąży na życzenie kobiety, w pierwszych 14 tygodniach. Ustawa ponadto pozwala dokonać aborcji do 22 tygodnia, jeżeli ciąża zagraża życiu matki lub płodu. W myśl ustawy kobieta powyżej 16. roku życia może dokonać zabiegu bez zgody rodziców.

## Skala aborcji w Hiszpanii
Klauzula zdrowia psychicznego matki jest interpretowana bardzo liberalnie, w efekcie czego liczba legalnych aborcji jest w Hiszpanii niewiele mniejsza niż w państwach o bardziej liberalnym ustawodawstwie. Najwięcej aborcji dokonują mieszkanki Balearów (256/1000 urodzeń), najmniej Ceuty (18/1000 urodzeń). W roku 2008 w całym kraju dokonano 115812 aborcji, zaś w roku 2009 111482. Tym samym po raz pierwszy od 10 lat odnotowano spadek.

## Nastroje społeczne
Hiszpanie wykazują mniejszą akceptację dla aborcji niż inne społeczeństwa Europy Zachodniej, niemniej w badaniu Europejskie wartości 59% z nich odpowiedziało twierdząco na pytanie Czy kobieta, gdy nie chce mieć dzieci, powinna mieć możliwość dokonania aborcji? (średnia z dziesięciu państw biorących udział w badaniu – 62%). Przeciwne zdanie miało 35% obywateli Hiszpanii (średnia z dziesięciu państw-uczestników sondażu – 34%), 6% nie miało zdania w tej kwestii (średnia europejska – 4%).